# Okres wczesnodynastyczny w Mezopotamii

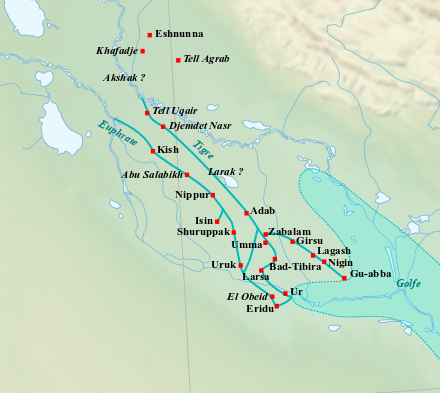
mapa z zaznaczonym położeniem najważniejszych miast Sumeru okresu wczesnodynastycznego z uwzględnieniem przypuszczalnego przebiegu ówczesnych cieków wodnych i zarysu linii brzegowej Zatoki Perskiej

Okres wczesnodynastyczny (starosumeryjski) – okres w dziejach starożytnej Mezopotamii, nazwany tak od spisu „dynastii”, czyli Sumeryjskiej listy królów – dokumentu wyszczególniającego, które miasta sprawowały hegemonię w Dolnej Mezopotamii. Początek okresu to jednocześnie granica między prehistorią a historią – pojawienie się źródeł pisanych innych niż spisy, czy wykazy przedmiotów – jego koniec wyznacza początek panowania Sargona z Akkadu. Datowanie ram czasowych okresu jest nieprecyzyjne, zależnie od przyjętej chronologii przyjmuje się np. 2800-2350 r. p.n.e. lub 2900-2300/2250 p.n.e.

## Periodyzacja
Ubogie źródła pisane z okresu wczesnodynastycznego sprawiają, że w sprawie wydzielenia faz wewnątrz tej epoki należy polegać przede wszystkim na archeologii. Na podstawie badań z lat 30. XX wieku przyjęto podział na trzy etapy (Early Dynastic I, II i III – w skrócie ED), choć ich długość jest obecnie różnie oceniana. Zakłada się, że pierwszy i trzeci etap były długie, natomiast dla drugiego rezerwuje się obecnie rolę krótkiej fazy przejściowej:
- ED I (ok. 2900–2600 p.n.e.)[4]
- ED III (ok. 2600–2300/2250 p.n.e.)[4]

## Dzieje
Pierwszym uwiarygodnionym historycznie władcą sumeryjskim był władca państwa-miasta Kisz o imieniu Enmebaragesi, występujący w Sumeryjskiej Liście Królów jako przedostatni przedstawiciel I dynastii z Kisz. Później według tejże Listy nad Dolną Mezopotamią władze sprawować miały kolejno: I dynastia z Uruk, I dynastia z Ur, dynastia z Awan, II dynastia z Kisz, dynastia z Hamazi, II dynastia z Uruk, II dynastia z Ur, dynastia z Adab, dynastia z Mari, III dynastia z Kisz, dynastia z Akszak, IV dynastia z Kisz, III dynastia z Uruk, dynastia akadyjska, IV dynastia z Uruk, dynastia gutejska, V dynastia z Uruk, III dynastia z Ur, dynastia z Isin.